# ぷよぷよ!!クエスト アーケード
『ぷよぷよ!!クエスト アーケード』（ - Arcade）は、セガより稼働していたアーケードゲーム。2013年11月7日より稼働ならびにサービスが開始し、2017年4月1日の3時59分（3月31日深夜27時59分）をもって稼働終了。セガグループ再編に伴い、2015年4月以降は発売元・運営がセガ・インタラクティブに移行した。
本作は、2003年に稼働した『ぷよぷよフィーバー』以来、10年ぶりとなる『ぷよぷよ』シリーズのアーケード向け作品であり、アーケードゲーム市場の活性化を目的に、アーケードゲームでは業界初の試みとなる「基本プレイ無料」のシステムを採用しているのが大きな特徴。ロケーションテストは2013年3月28日から4月7日にかけて行われた。
また、本作より先にサービスを開始していたスマートフォン向けアプリ『ぷよぷよ!!クエスト』（以下：アプリ版）との連携機能も用意されていた。
ALL.Netにより、Aimeカード、相互サービス中のバンダイナムコエンターテインメントのバナパスポートカード、おサイフケータイがデータの保存・使用に対応していた。
本作の稼働終了に伴い、アプリ版との連動プレイ並びにマイデータサービスも2017年4月1日の3時59分を以って終了し、本作の公式サイトも同年4月4日の4時以降は一部ページが閲覧不可となった。

## ゲームシステム
本作はクエスト形式でゲームを進めていく形式となっており、通常クエストのほかにも、緊急、イベントクエストが存在する。また、通常およびイベントクエストを選んだ場合はクエストの進行度に応じてまんざいデモが挿入される。また、Ver.1.40では、クエストクリア後に解放されるエクストラ、階層を進むタワーイベント、1人専用のチャレンジイベントが実装された。
ゲームをプレイする際、プレイヤーは最初にクエストを選択し、それから味方となるキャラクターを設定してパーティーを編成する。
味方のキャラクターにはぷよの色に合わせた属性が割り振られており、後述するパズルパートで属性と同じ色のぷよを消すことでキャラクターが強化される。
クエストの攻略はネットワークを介してマッチングされた他のプレイヤーとともに4人で行われる。一定時間でマッチングしなかった場合は、不足分の人数をCPUが代わりに入る。なお、一部のイベントクエストでは1人プレイ専用のものがあり、この場合はマッチングが無く強制的にCPUが3体加わる形式となっていた。
クエストはパズルパートとバトルパートに分かれており、パズルモードではアプリ版とは異なり画面上をなぞったぷよが消えるのではなく、制限時間内にぷよを指で並べ替える方式に変更されている。制限時間を過ぎると、バトルパートに移行する。バトルパートでは画面内で味方のキャラクターが自動で相手を攻撃するが、「ひっさつわざ」やクエスト内で1度だけ使える「だいまほう」といった、プレイヤーが介入するためのコマンドも用意されている。このうち、「だいまほう」は、同一ターンで複数人で同時発動すると効果が上昇する。
また、本作ではプレイヤー間でコミュニケーションをとるためのツールとして、定型チャット機能が用意されている。

### 課金形態
プレイ方式については、基本プレイ無料でソーシャルゲームなどでよく見られる「スタミナ課金」と呼ばれる方式を採用している。
- 本作のスタミナは「げんき」というパラメータで記される。
- げんきの最大値は300で、時間経過によって100まで自然に回復する。1クレジットを課金することで、自然回復を待つことなく100まで回復させることができる。
- ゲームメニューからクエストに参加するときにげんきを消費する。消費量はクエストにより異なる。最難関のクエスト（イベントクエスト）ではげんきを150必要とするものもあり、自然回復だけではプレイできない（コインの投入が必須となる）。
- クエストとは別にコインの投入により「金の神殿」「時の神殿」でカードを召喚することができ、これらではより強力なカードの入手が可能となっている。これは所謂ガチャであるが、ゲーム中ではガチャという言葉は使われず、「神殿で召喚する」という表現に統一されている。

### スマホ版との連動要素
アプリ版『ぷよぷよクエスト!!』側から、本作をプレイ済みのAimeカードナンバーを登録すると双方のプレイ状況に応じて連動特典を得ることができ、連動ポイントを貯めることによって本作とアプリ版でそれぞれ専用の召喚が可能だった。本作のサービス終了以降も、アプリ版内では連動ポイントの入手機会を僅かながら残しており専用の召喚は継続されていたが、こちらの召喚も2019年6月4日をもって終了となった。しかし、これ以降も連動の召喚から出現していた専用キャラクターは各種チケットによる召喚に移行し、引き続き入手可能となっている。

### 筐体
筐体は全部で3種類あり、RINGEDGE基板を流用する筐体として『セガネットワーク対戦麻雀MJ』や『ネットワーク対戦クイズ Answer×Answer』等の4:3筐体を16:9仕様に改造した筐体と、『シャイニング・フォース クロス』の筐体に準じたヘッドフォンジャック付きの筐体がある。RINGEDGE2基板を流用する筐体として『CODE OF JOKER』の筐体を丸ごと流用した筐体がある。セガ・インタラクティブは2015年6月2日と2016年3月4日に、Aimeとして認識できない問題が発生していたXperia Z3、Xperia Z5、Galaxy S5 ACTIVE、AQUOS ZETA SH-01Gの4機種に関して、Xperia Z3並びにXperia Z5対応筐体をヘッドフォンジャックがコントロールパネル上の左奥に設置されている筐体のみとすること、Galaxy S5 ACTIVEとAQUOS ZETA SH-01Gの2機種を3筐体とも完全非対応にする事を発表した。これにより、Galaxy S5 ACTIVEとAQUOS ZETA SH-01Gの2機種で『ぷよぷよ!!クエスト』との連動を行う場合ICカードへの移行が必要である。

### ログアウト
プレイにクレジットが必須でないため、ゲームオーバーが存在しない。プレイを終了したい場合は、クエスト選択画面の左上にある、ログアウトボタンをタッチして「はい」を選ぶ。
クエスト中以外は画面右上に操作可能時間のカウントが表示されており、クエスト選択画面でこのカウントが0になった場合は強制的にログアウトが行われる。
げんきが100を超過した分は切り捨てられ、超過20につきスペシャルスター1個と強制的に交換（小数点以下切り捨て）される。これは強制ログアウト時には行われない。

## 開発
本作のプロデューサーを務めた渡邉正勝は、ロケーションテストの際に行われたメディアとのインタビューの中で、普段はゲームセンターを利用しない人たちが遊べるゲームを作ろうと考えたことが本作の開発のきっかけになったと話しており、その中でパズルゲームというジャンルと基本プレイ無料というスタイルを組み合わせることを想い付き、そこからさらに知名度の高い「ぷよぷよ」を取り入れたと語っている。また、同様の目的から、直感的な操作が可能なタッチパネルを用いた操作体系が採用された。さらに、前述の目的に加え、ゲームセンターそのものを盛り上げたいという目的から、「げんき（スタミナ）を消費してクエストを進める」というソーシャルゲームに似た方式が採用された。
渡邉は2013年9月の中村彰憲との対談の中で、他の店舗のプレイヤーとの連携感も重視したと明かしている。

## 反響
本作は、2014年の時点で500万プレーヤーを動員した。

## 評価

### ロケーションテスト時の評価
ライターの池谷勇人は、ねとらぼに寄せた記事の中で、本作の在り方は『ぷよぷよ』と『パズル&ドラゴンズ』を組み合わせたようなものだとしている。
一方で、池谷はぷよをつかんだ際のレスポンスの遅延が気になったとも述べている。